# Ernest Renshaw
Pour les articles homonymes, voir Renshaw.
James Ernest Renshaw (né le 3 janvier 1861 à Royal Leamington Spa et mort le 2 septembre 1899 à Waltham St Lawrence) est un joueur de tennis britannique.
Ernest Renshaw a gagné le tournoi de Wimbledon en 1888. Il avait battu Herbert Lawford 6-3, 7-5, 6-0. Il a perdu quatre fois en finale de ce tournoi, une fois contre Herbert Lawford et trois fois contre son frère jumeau William Renshaw.
Il meurt en 1899, ayant ingéré de l'acide phénique. L'enquête ouverte à son sujet ne permis pas de déterminer si l'absorption était volontaire ou non. Tout comme son frère, il était resté célibataire.
Il est membre du International Tennis Hall of Fame depuis 1983.

## Palmarès (partiel)

### Titre en simple messieurs
| No | Date       | Nom et lieu du tournoi       | Catégorie | Surface      | Finaliste       | Score         |  |
| -- | ---------- | ---------------------------- | --------- | ------------ | --------------- | ------------- |  |
| 1  | 07-07-1888 | The Championships, Wimbledon | G. Chelem | Gazon (ext.) | Herbert Lawford | 6-3, 7-5, 6-0 |  |

### Finales en simple messieurs
| No | Date       | Nom et lieu du tournoi       | Catégorie | Surface      | Vainqueur       | Score                   |  |
| -- | ---------- | ---------------------------- | --------- | ------------ | --------------- | ----------------------- |  |
| 1  | 1882       | The Championships, Wimbledon | G. Chelem | Gazon (ext.) | William Renshaw | 6-1, 2-6, 4-6, 6-2, 6-2 |  |
| 2  | 1883       | The Championships, Wimbledon | G. Chelem | Gazon (ext.) | William Renshaw | 2-6, 6-3, 6-3, 4-6, 6-3 |  |
| 3  | 02-07-1887 | The Championships, Wimbledon | G. Chelem | Gazon (ext.) | Herbert Lawford | 1-6, 6-3, 3-6, 6-4, 6-4 |  |
| 4  | 01-07-1889 | The Championships, Wimbledon | G. Chelem | Gazon (ext.) | William Renshaw | 6-4, 6-1, 3-6, 6-0      |  |

### Titres en double messieurs
| No | Date       | Nom et lieu du tournoi      | Catégorie | Surface      | Partenaire      | Finalistes                             | Score                   |          |
| -- | ---------- | --------------------------- | --------- | ------------ | --------------- | -------------------------------------- | ----------------------- | -------- |
| 1  | 05-07-1884 | The Championships Wimbledon | G. Chelem | Gazon (ext.) | William Renshaw | Ernest Lewis Edward Williams           | 6-3, 6-1, 1-6, 6-4      | Parcours |
| 2  | 04-07-1885 | The Championships Wimbledon | G. Chelem | Gazon (ext.) | William Renshaw | Claude Farrer Arthur Stanley           | 6-3, 6-3, 10-8          | Parcours |
| 3  | 1886       | The Championships Wimbledon | G. Chelem | Gazon (ext.) | William Renshaw | Claude Farrer Arthur Stanley           | 6-3, 6-3, 4-6, 7-5      |          |
| 4  | 07-07-1888 | The Championships Wimbledon | G. Chelem | Gazon (ext.) | William Renshaw | Patrick Bowes-Lyon Herbert Wilberforce | 2-6, 1-6, 6-3, 6-4, 6-3 |          |
| 5  | 01-07-1889 | The Championships Wimbledon | G. Chelem | Gazon (ext.) | William Renshaw | George Hillyard Ernest Lewis           | 6-4, 6-4, 3-6, 0-6, 6-1 |          |